# Alfa Romeo TZ
Die Alfa Romeo Giulia TZ wurde 1962 als straßentauglicher Rennwagen auf dem Turiner Autosalon vorgestellt. Gebaut wurde sie bei Zagato, daher das „Z“ im Namen, während das „T“ für Tubolare (Rohrrahmen) steht.

## Modellbeschreibung
Der 1,6-Liter-Motor der Giulia leistet 112 PS. Zusammen mit einem Leergewicht von lediglich 660 kg, ermöglicht durch einen Gitterrohrrahmen, beeinflusst das die Fahrleistungen positiv. Insgesamt wurden in den Jahren von 1963 bis 1965 102 Stück gebaut. Im Motorsport kam es zu guten Platzierungen, wenn auch nicht zu besten. Außerdem traten oft technische Ausfälle auf.
Nachfolger wurde deshalb 1964 der deutlich erfolgreichere Alfa Romeo TZ2. Die Leistung wurde auf 165 PS erhöht und das Gewicht weiter auf 620 kg reduziert. Auch wurde das Fahrwerk verbessert. Inzwischen war Autodelta bei Alfa Romeo für den Motorsport verantwortlich. Im Tourenwagensport erzielte die neu entwickelte Giulia GTA bessere Erfolge. Dies führte dann mit zu der Entscheidung, sich ganz auf den GTA zu konzentrieren und die Herstellung der TZ2 1967 nach nur zwölf Exemplaren einzustellen.

## Hommage 2010
2010 folgte zum 100-jährigen Jubiläum von Alfa Romeo die Designstudie Alfa Romeo TZ3, die erst als Einzelstück Alfa Romeo TZ3 Corsa und 2011 in der Variante Alfa Romeo TZ3 Stradale als Kleinserie von 9 Stück gefertigt wurde.

## Galerie

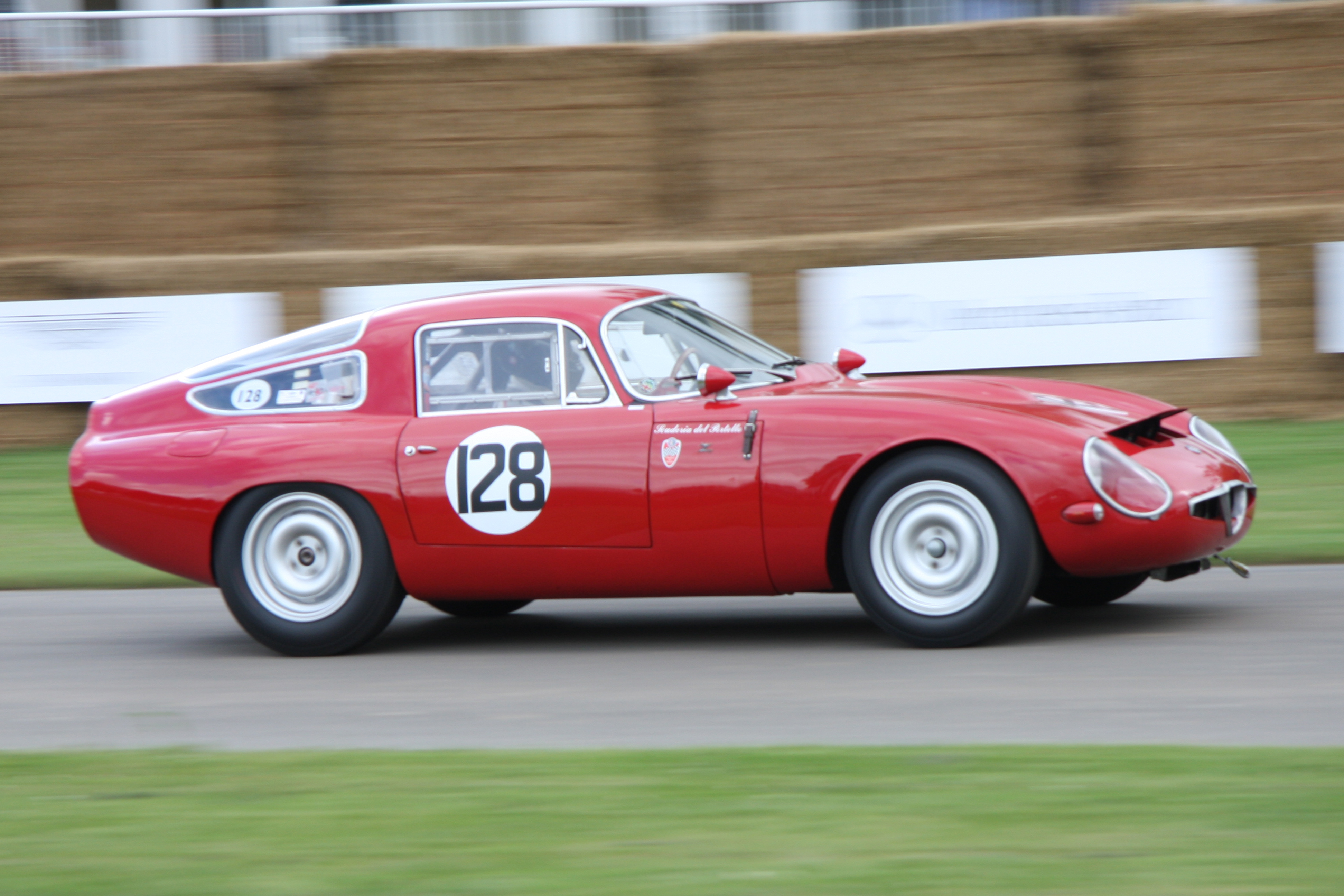
Seitenansicht der Giulia TZ 1
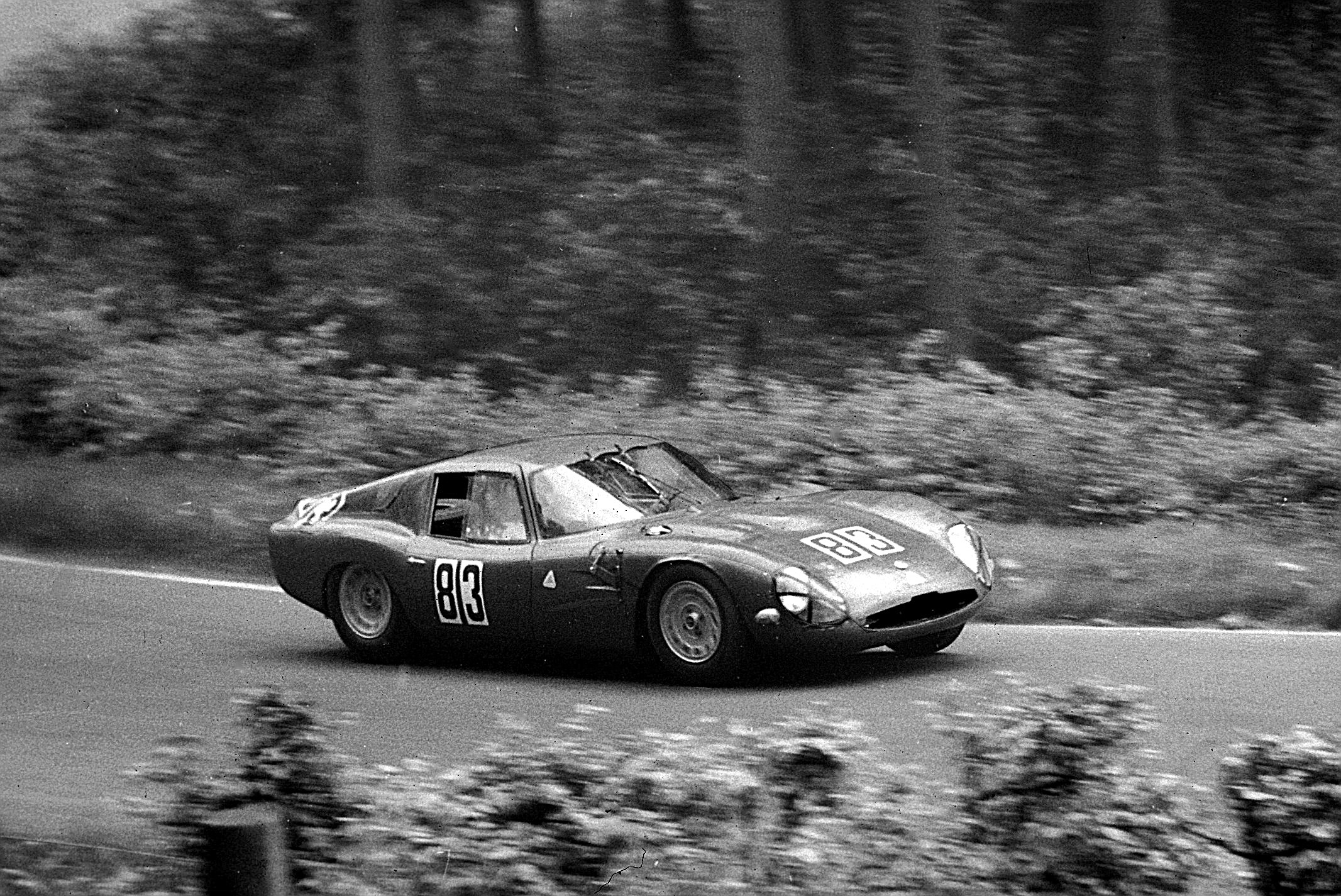
TZ 2 beim 1000-km-Rennen auf dem Nürburgring 1965
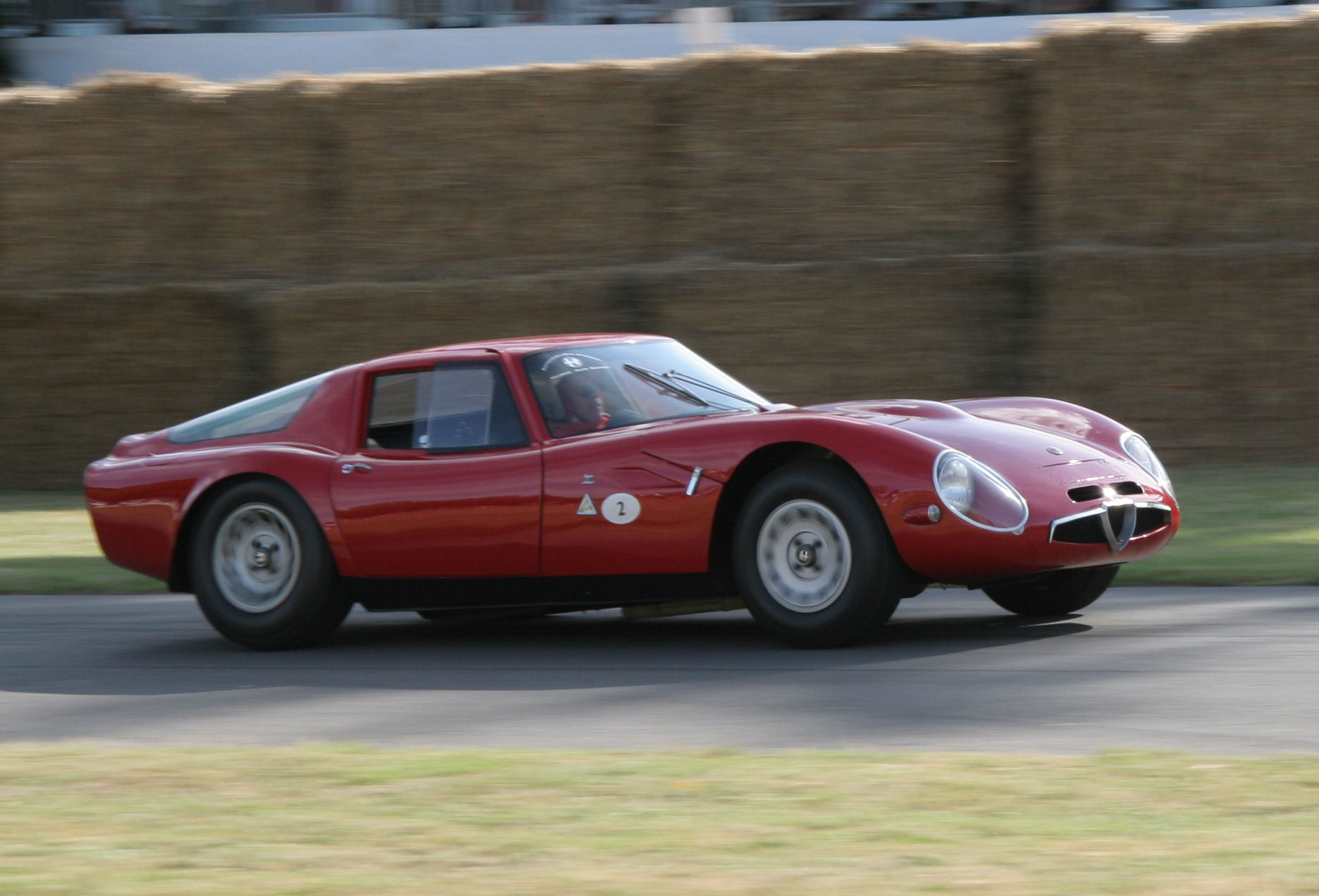
Alfa Romeo Giulia TZ 2 (1964–1967)